# Colorant dispersé

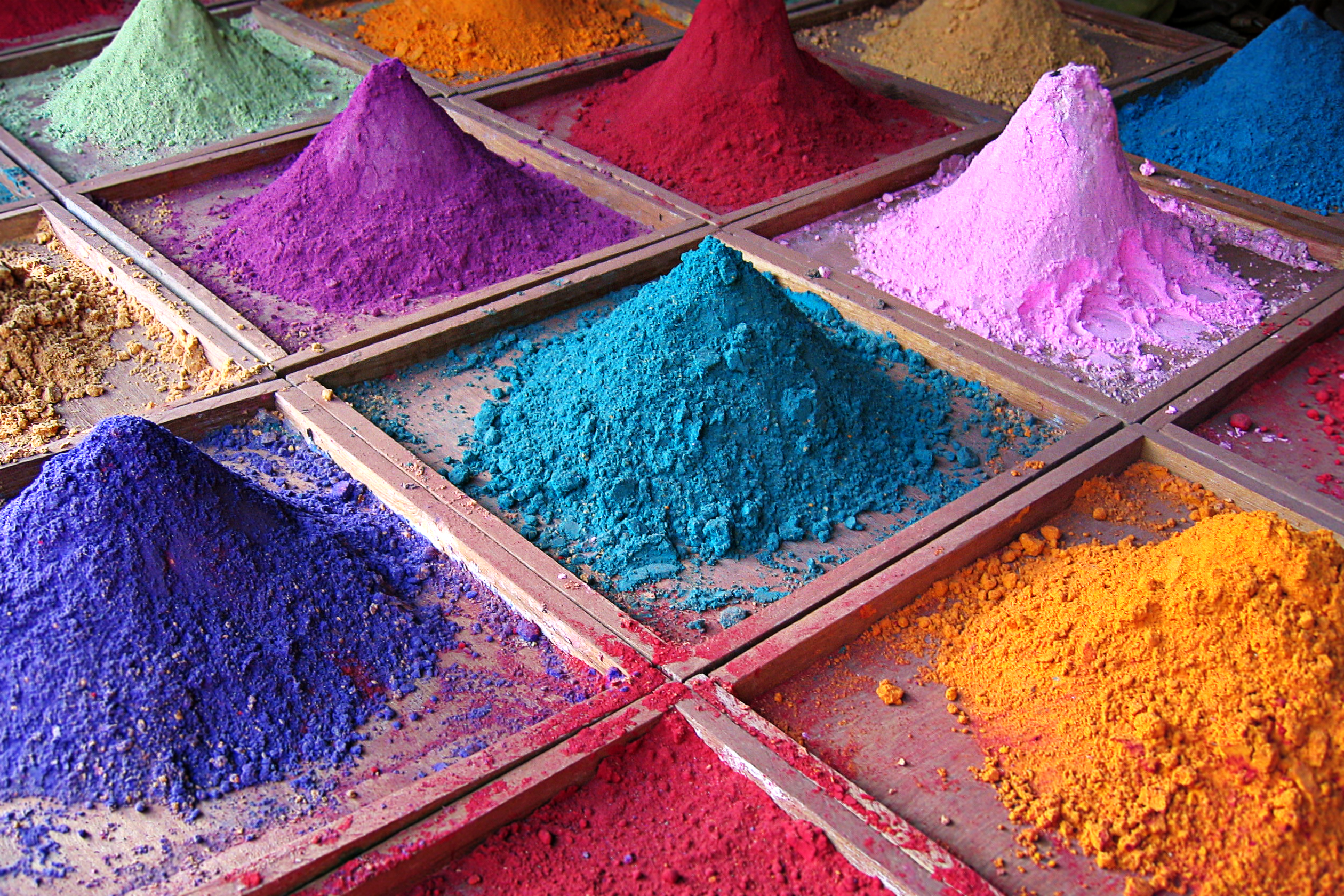
Divers pigments colorés sur un marché en Inde

Un colorant plastosoluble ou dispersé sert à teindre les fibres artificielles et synthétiques.

## Origine
À la découverte de l'acétate de cellulose, une fibre artificielle, aucune des classes de colorants sur le marché ne pouvait la teindre. Les chercheurs ont fini par trouver qu'il était possible de teindre cette fibre avec des colorants insolubles d'une finesse extrême.
Au fil de la découverte des fibres synthétiques, il s'est avéré nécessaire de continuer les recherches et de créer ainsi des familles de colorants plastosolubles ou dispersés parfois spécifiques à leur usage.

## Avantages des colorants plastosolubles ou dispersés

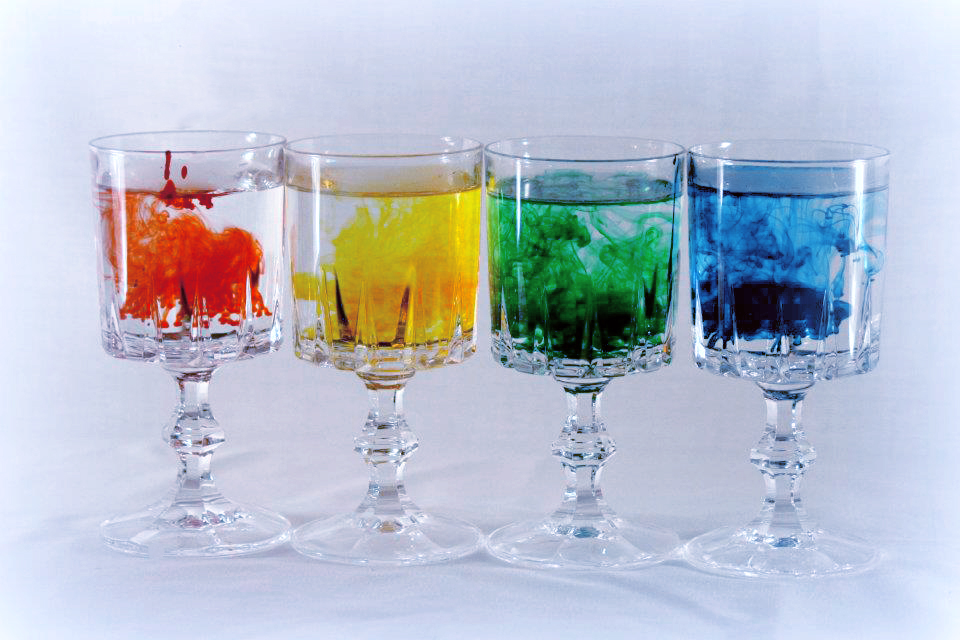
Des colorants en cours de dilution dans de l'eau.

Ils permettent de teindre l'acétate de cellulose.
Ils évitent les barrures. Les fibres artificielles et synthétiques subissent au cours de leur fabrication des étirages pas toujours très réguliers. Ceci induit lors de la teinture, l'apparition d'un défaut que l'on appelle « barrures » . Les colorants dispersés couvrent bien ce défaut.

## Inconvénients des colorants plastosolubles ou dispersés
Les éléments violets, sur les fibres d'acétate de cellulose, ont tendance à changer de nuance sous l'effet de la chaleur. Une marchandise déposée près ou sur un appareil de chauffage ou lors du repassage peut présenter des traces rougeâtres (très inquiétantes à première vue). Tout rentre dans l'ordre après quelques heures avec le refroidissement et le reconditionnement. Les fumées les altèrent aussi.
La teinture avec ces colorants est dans tous les cas basée sur un équilibre colorant dans le bain/colorant sur la fibre. Il va de soi que tout est envisagé pour obtenir un maximum de transfert vers la fibre.

## Mode d'emploi

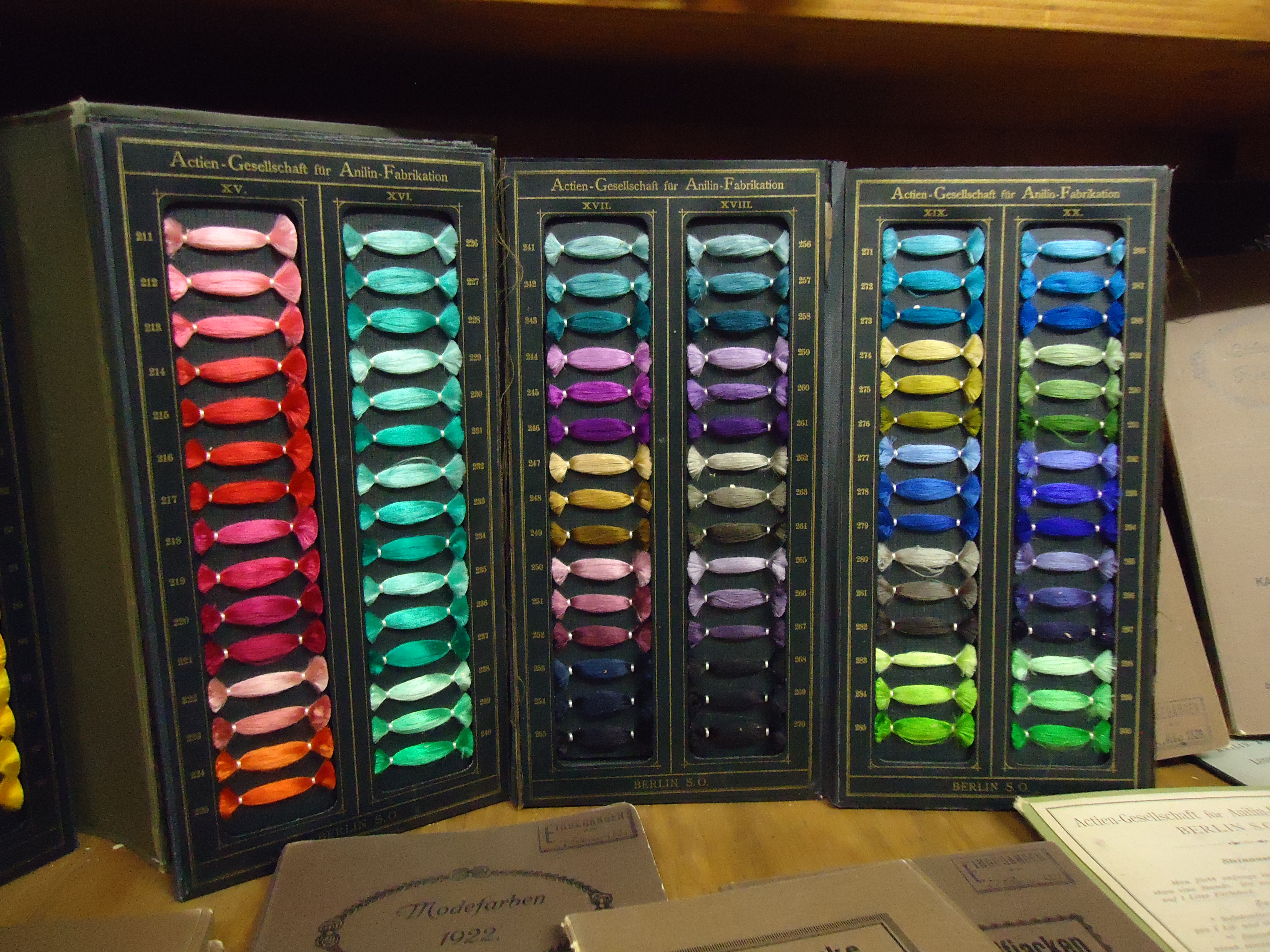
Un nuancier de fibres colorées.

### Sur l'acétate de cellulose
Le bain généralement froid est garni :
- de sulfate d'ammonium ou d'acétate d'ammonium ;
- d'acide acétique ;
- d'un dispersant ;
- des colorants dispersés dissous avec un malaxeur dans de l'eau chaude.

Le bain est porté progressivement à 80 à 85 °C maximum, la durée variant suivant l'intensité de la nuance désirée.
La teinture est suivie d'un rinçage et parfois d'un traitement pour améliorer la résistance au gaz de fumée.
Il existe également des colorants dispersés à diazoter.

### Sur polyamides
On utilise une sélection appropriée pour les polyamides. Pour ceux destinés aux bas et aux pantys, il existe une sélection sans effet sur l'épiderme.
Le bain est garni comme pour la teinture de l'acétate.
La différence essentielle tient au fait que l'on teint suivant le matériel dont on dispose selon une plage de température comprise entre 95 et 120 °C pour certains d'entre eux. Ceci favorise la pénétration, l'unisson, la profondeur de nuance, la couverture des barrures et la durée de teinture.
Il existe également des colorants dispersés à diazoter pour polyamide, uniquement pour l'obtention des différents tons de noirs.

### Sur triacétate de cellulose
Il existe une sélection spéciale de colorants pour cette fibre. Le triacétate de cellulose se teint comme le polyester, avec les mêmes adjuvants.

### Sur polyester
Pour teindre le polyester, il est nécessaire d'ajouter un adjuvant spécial aux ingrédients cités pour la teinture de l'acétate de cellulose. Cet adjuvant est appelé carrier, véhiculeur ou encore porteur.
Il s'agit de produits contenant des solvants dont la particularité fait gonfler la fibre, dilatant ainsi les pores de celles-ci avec l'action conjuguée de la température. Cette dilatation des pores permet à un colorant dispersé de plus petite taille que le diamètre du pore de pénétrer au sein de la fibre.
Lors du refroidissement, les pores se referment en emprisonnant le colorant.
La teinture s'achève par un traitement qui vise à éliminer les colorants dispersés qui adhèrent aux fibres sans être fixés. Il s'agit du « dépouillage » qui s'opère aux alentours de 80 °C pendant une vingtaine de minutes.
- Ce bain contient un dispersant, de la soude caustique et de l'hydrosulfite de sodium.
- La marchandise est ensuite rincée et neutralisée avec de l'acide acétique.

1. Originellement, le polyester a permis le développement du thermosol, un procédé de teinture en continu.

- On utilise une sélection spéciale de colorants résistants à la sublimation pour ce procédé.

1. Le tissu seul ou en mélange, parfaitement préparé, est foulardé dans une solution de colorants qui contient généralement :
  1. Un mouillant non moussant, un anti-mousse, un épaississant, un peu d'acide et la solution de colorant.
2. Ensuite, on sèche le tissu foulardé de façon uniforme, puis on le thermofixe.
  1. Le séchage, autour de 100 °C doit rester uniforme pour éviter la migration du colorant. Lorsque le tissu devient sec, il passe dans un four (avec ou sans tension selon le matériel dont on dispose) à une température variable selon la nature du mélange.
  2. Cette haute température permet un ramollissement de la fibre polyester et permet ainsi aux colorants déposés en surface de pénétrer au cœur de la fibre. Le tissu est ensuite refroidi emprisonnant ainsi les colorants.
3. Pour terminer, le tissu sera dépouillé, rincé et neutralisé.

- Si le textile contient un mélange de fibres, la seconde sera teinte ensuite.

Note : Pour la teinture des ceintures de sécurité, il existe aussi une sélection de colorants extrêmement résistants à la lumière. Les ceintures noires sont généralement teintes dans la masse.

### Sur polyacrylique
Méthode comparable à celle utilisée pour la teinture des polyamides ou de l'acétate de cellulose. La température de teinture se situe entre 95 et 105 °C pour éviter un retrait trop important dû à une chaleur trop forte.
Seules les nuances claires peuvent s'appliquer sur cette fibre.